# 福田治郎
福田 治郎（ふくた じろう、1913年10月 - 2005年6月19日）は、日本の数学者（幾何学）。岐阜大学名誉教授。従四位勲三等旭日中綬章。岐阜県出身。

## 経歴
- 1913年 岐阜県揖斐郡に生まれる。
- 旧制本巣中学校（現：岐阜県立本巣松陽高等学校）を経て、1935年、広島高等師範学校（数学専攻:現在の広島大学教育学部に相当）を卒業。愛媛県旧制三島中学を皮切りに、岐阜工業専門学校等で教鞭をとる。
- 1952年 岐阜大学助教授
- 1966年 東京大学から工学博士の学位を授与される（論文:『集団または集中作業工程における待ち行列の研究』）。
- 1967年 広島大学工学部教授
- 1971年 岐阜大学工学部長
- 1975年 岐阜大学を定年退官。名誉教授。愛知大学経営学部で指導する。
- 1986年 勲三等旭日中綬章受章
- 2005年 叙・従四位

## 代表的な著書
- 『OR入門はじめて学ぶ人のために』 初版（1989年）多賀出版, 第8版（1997年）多賀出版 ISBN 4811522044
- 『例解演習応用統計入門』初版（1989年） 日刊工業新聞社 ISBN 4526000671

その他、数学学会誌Mathematicsなどへの投稿多数